# Hodites
Hodites is een vliegengeslacht uit de familie van de roofvliegen (Asilidae).

## Soorten
- H. punctissima Hull, 1962